# Łukasz Górnicki

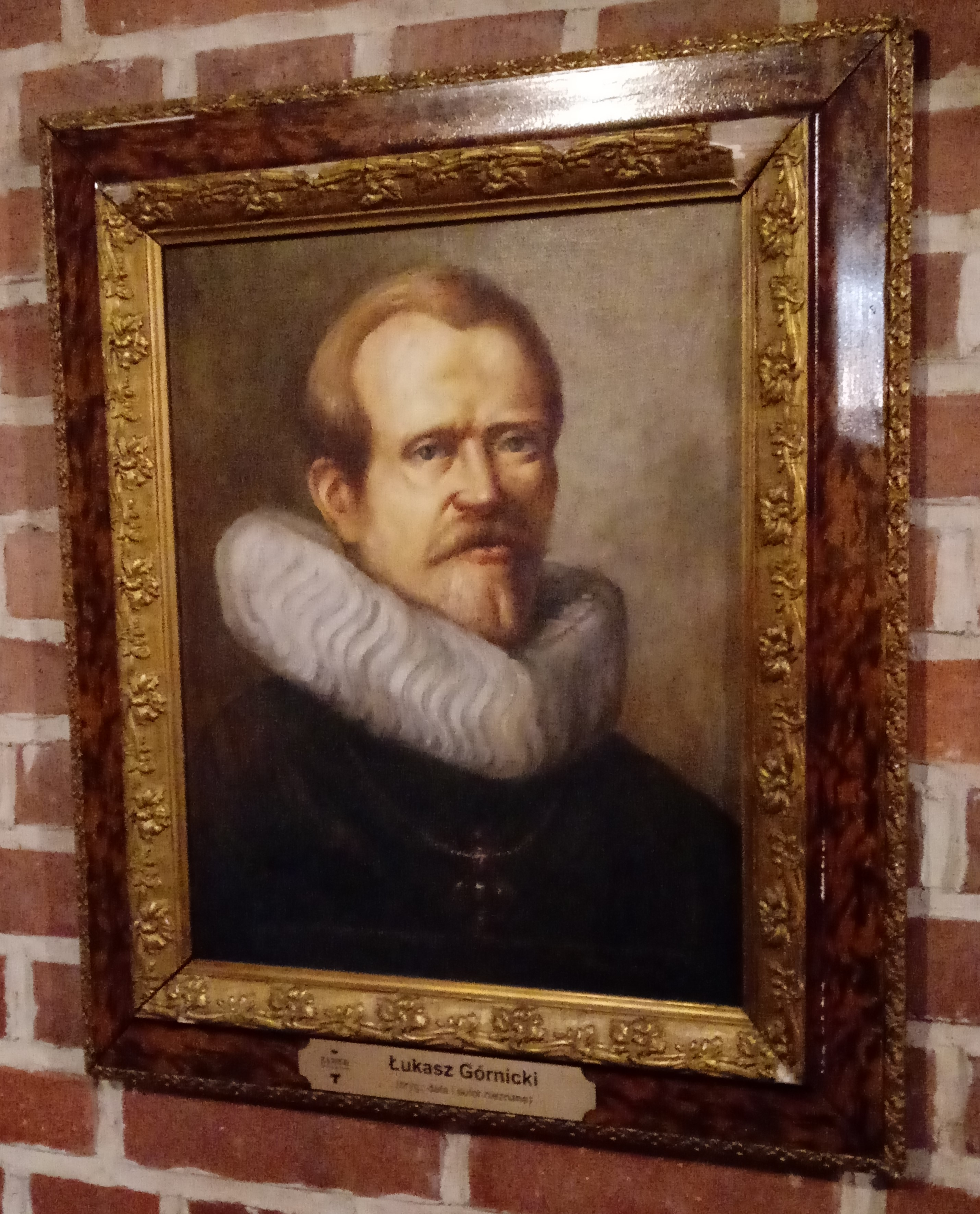

Łukasz Górnicki (1527, Osvětim – 22. června 1603, Lipniki u Tykocina) byl jeden z nejvýznamnějších autorů polské renesance, prozaik, básník a překladatel, sekretář a knihovník krále Zikmunda II. Augusta.

## Život
Narodil se v Osvětimi v nepříliš bohaté měšťanské rodině, která pocházela z Bochni. Vzdělání získal díky svému strýci Stanisławu Gąsiorkovi, který působil na dvoře Zikmunda I. Starého (1506–1548) jako královský kaplan, básník a hudební skladatel. Ten přivedl svého synovce v roce 1538 do Krakova, dohlížel na jeho studia, počátek dvorské kariéry a nakonec ho učinil i svým dědicem.
Po studiích v Krakově se Górnicki stal sekretářem krakovského biskupa Samuela Maciejowského. Účastnil se několika diplomatických misí – do Sedmihradska a Itálie. Od roku 1552 pracoval v královské kanceláři. Společně s dvorem krále Zikmunda II. Augusta (1548–1572) cestoval do Gdaňsku, Královce a Vídně. V letech 1557–1559 navštívil Itálii, kde na univerzitě v Padově studoval práva. Po návratu ze studií se stal v roce 1559 královským sekretářem a krátce poté i knihovníkem (tuto funkci zastával až do roku 1572). Roku 1561 byl povýšen do šlechtického stavu, v roce 1571 byl jmenován starostou v Tykocině nedaleko Białystoku. Až do své smrti v roce 1603 žil na svém statku v Lipnikách u Tykocina a vykonával zde svůj úřad.

## Dílo
Łukasz Górnicki se do dějin polské literatury zapsal zejména svým dílem Dworzanin polski (1566, česky jako Polský dvořan v roce 1977). Šlo o adaptaci, která byla již pátým převodem do evropského jazyka díla Itala Baldesara Castigliona (1478–1529) Il Cortegiano. Stejně jako originál má Dworzanin polski formu dialogického traktátu, doplněným o polské reálie.
Další díla:
- Dzieje w koronie polskiej (1637) – příhody z doby působení na královském dvoře
- Rozmowa Polaka z Włochem o wolnościach i prawach polskich (1606) – politický spis, kritika poměrů v Polsku
- Droga do zupełnej wolności (1650) – politický spis, navržení reforem soudnictví, vlády, sejmu, vojska atd.